# Rüttewies

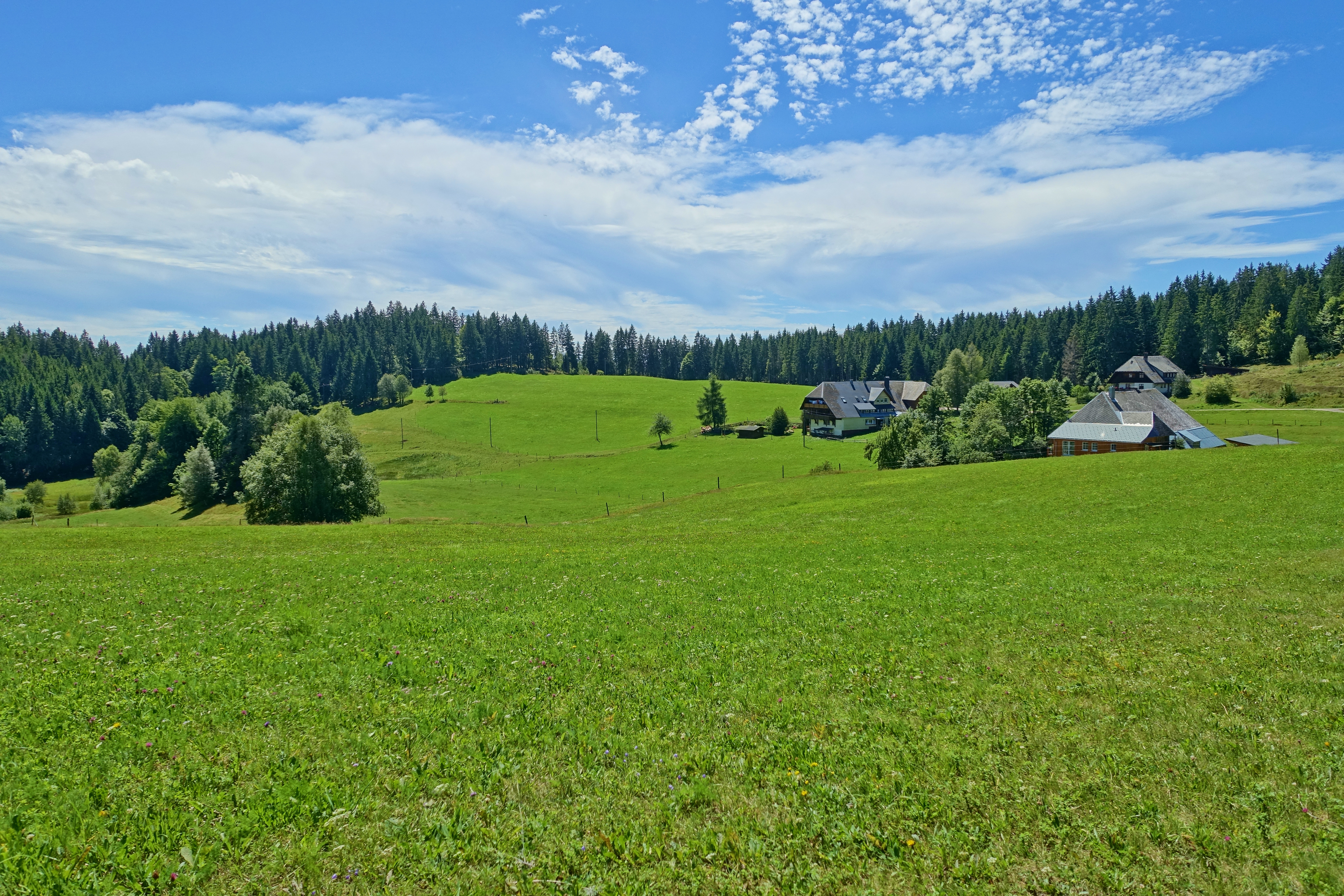
Ansicht des Weilers Rüttewies; vorne das ältere der beiden Hofhäuser und in der Bildmitte das jüngere. Hinten rechts im Bild das Gebäude von 1968.

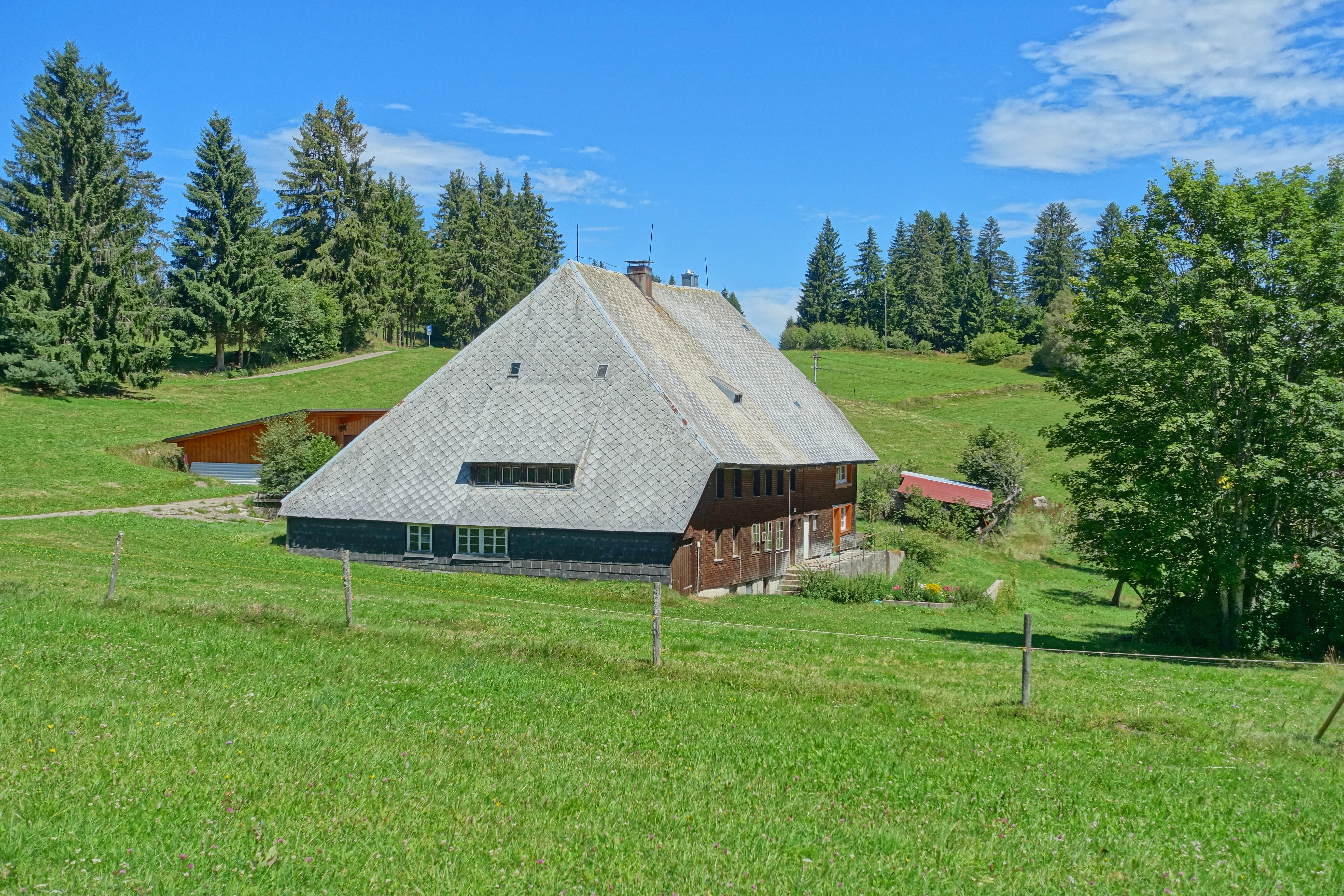
Haus Rüttewies 1

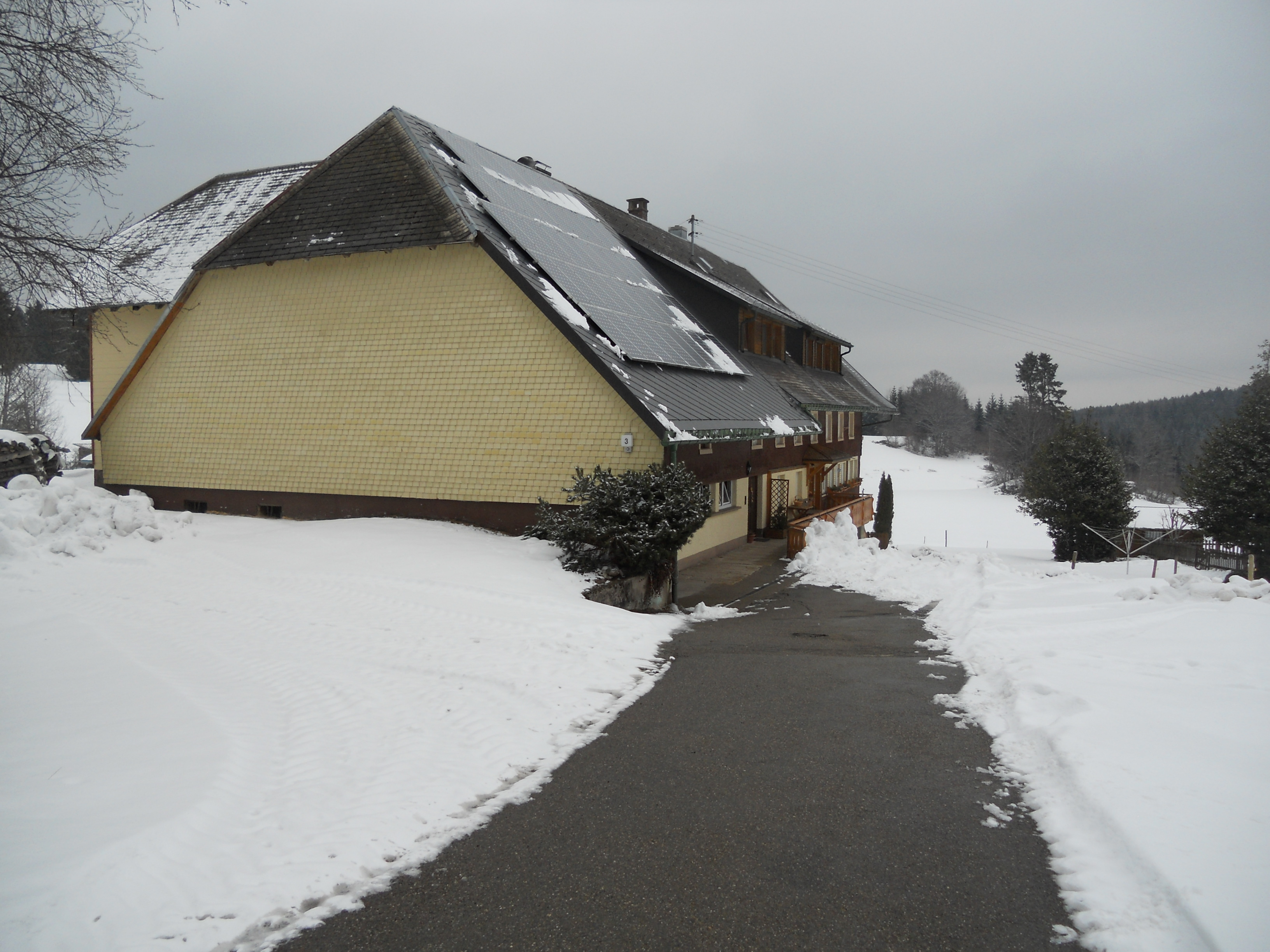
Haus Rüttewies 3

Der Weiler Rüttewies ist ein Ortsteil der Gemeinde Dachsberg im Hochschwarzwald auf rund 1000 m über dem Meeresspiegel, 2,5 km südwestlich von St. Blasien. Es handelt sich um eine der am höchsten gelegenen Siedlungen Deutschlands.

## Geschichte
Erstmals erwähnt wurde der Ort im Jahr 1374 als „Rütiwis“. Erste Unterlagen über das Gebiet und dessen Eigentumsverhältnisse sind im Bauernkrieg mit der Klosterbibliothek des Klosters St. Blasien im Jahr 1525 verbrannt. Mathias Schlegel, der ein Werk zur Geschichte der benachbarten Gemeinde Urberg verfasst hat, nimmt als Beginn der Besiedelung das 11. oder 12. Jahrhundert an.
Im Jahr 1609 werden Michael und Baschle Här als Besitzer eines Rüttewieser Hofes benannt. Im Jahre 1667 erwarb Jakle Kaiser Gelände mit der Bezeichnung „wüst Reuttewiß“ von Heinrich Schmidt. Jakle Kaiser entrichtete im Jahr 1694 Zins vom Hof Rüttewies an das sanktblasianische Waldamt. Der Hof ging an seinen Sohn Joggle Kaiser und danach an dessen Sohn Alois Kaiser über. Dessen Sohn Jakob Kaiser führte den Hof mit seinem Stiefbruder Josef Böhler weiter.
Am 11. Juni 1797 verkauften Wendelin Zipfler und seine Ehefrau Maria geb. Rudigier von Ibach (letztere als Erbin des Josef Böhler) ihren halben Hofanteil an Alois Schlegel aus Brunnadern, Sohn des Johann Schlegel in Immeneich und dessen Ehefrau Maria geb. Gäng aus Fröhnd. Die andere Hofhälfte verblieb in den Händen der Familie Kaiser. Johann Kaiser kaufte 1820 diese zweite Hofhälfte von Alois Schlegel ab, der dann in der Rüttewies einen zweiten Hof errichtete. Das ältere Hofgebäude wurde 1821 von Johann Kaiser ausgebessert. Über seinen Bruder, Peter Kaiser, der das Gebäude ab 1840 übernommen hatte, ging es an dessen Tochter Ludwina, die Wilhelm Kunzelmann aus Fröhnd heiratete. Ab dann wurde das Gebäude von Familie Kunzelmann bewohnt.
Das zweite, neuere Hofgebäude wurde 1820/21 von Alois Schlegel (1772–1842) errichtet. Beim Bau sei der Bauunternehmer bankrottgegangen und der Urberger Pfarrer August Häring habe beim Errichten des Gebäudes mitgeholfen. Alois Schlegel war zuerst Teileigentümer und später alleiniger Eigentümer der Urberger Säge an der Kluse. Der jüngere Hof und das Sägewerk bildeten seither eine Einheit unter jeweils demselben Eigentümer.
Das neuere Gebäude in der Rüttewies ging 1833 von Alois Schlegel an dessen Sohn, Johann Schlegel (1794–1851) über. Danach wurde es an dessen Stiefsohn Mathias Schlegel (1830–1908) vererbt, den Vater des Mathias Schlegel (1865–1940).

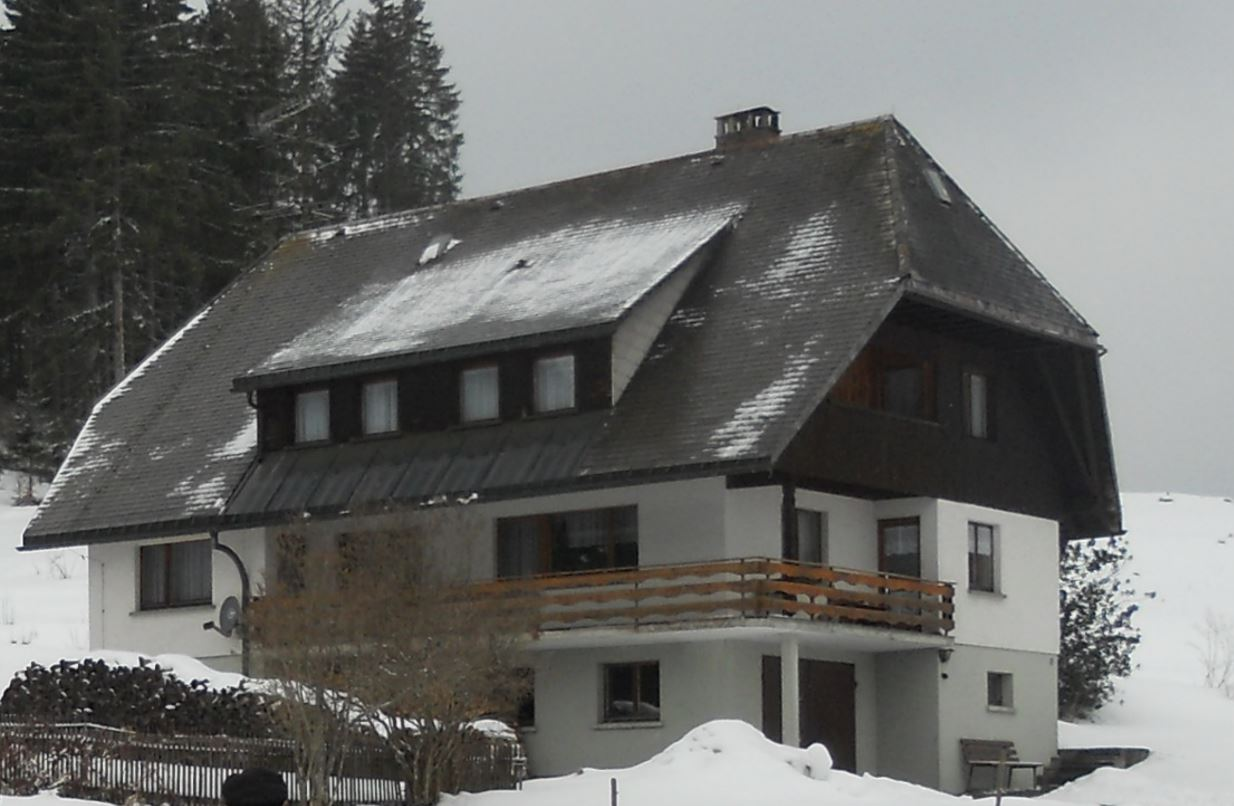
Haus Rüttewies 2

Weitere Eigentümer des jüngeren Hofes waren die ältere Schwester des Mathias Schlegel, Leopoldine Ebner (1863–1939), die mit Friedrich Ebner (1865–1924) verheiratet war. Um 1921 zog sie mit ihrem an Magenkrebs erkrankten Ehemann, ihren Kindern und ihrem Bruder Julius Schlegel in den elterlichen Schlegelhof. Der Hof, später als „Ebnerhof“ bezeichnet, wurde von Mathias Ebner (1908–1984) fortgeführt und von dessen dritten Sohn Horst Ebner weitergeführt. Mathias Ebner errichtete für sich und seine Ehefrau Frida Ebner geborene Böhler (1907–1981) im Jahr 1968 einen Neubau auf der gegenüberliegenden Straßenseite.
Rüttewies war lange Zeit ein Ortsteil der eigenständigen Gemeinde Urberg. Seit 1971 ist Rüttewies mit Urberg ein Ortsteil der Gemeinde Dachsberg.

## Persönlichkeiten
Der jüngere Hof ist der Geburtsort des Gründers des tierhygienischen Instituts Freiburg, heute ein Teil des Chemischen und Veterinäruntersuchungsamtes Freiburg, Mathias Schlegel.

## Umgebung
An das Gelände der Hofgebäude schließt sich das vielfältige Naturschutzgebiet Rüttewies-Scheibenrain an. Es wurde 1997 unter Schutz gestellt und ist eines der artenreichsten Kernbereiche des Natura-2000-Gebiets.
An das Gelände der Rüttewies grenzen der Bergbauwanderpfad und der Schluchtensteig.